# Василь і Василиса
«Василь і Василиса» (рос. «Василий и Василиса») — радянський фільм-драма 1981 року знятий за однойменним твором Валентина Распутіна.

## Сюжет
Було у Василя та Василиси семеро дітей. Жили дружно, село поважало працьовиту сім'ю. Але одного разу щось сталося з господарем: запив мужик і підняв руку на вірну дружину. У неї стався викидень, і тоді Василиса виселила чоловіка в комору. Було це перед самою Німецько-радянською війною. На війні загинуть двоє синів Вологжиних, а Василь повернеться кавалером ордена Слави, але Василиса так і не зможе пробачити його.

## У ролях
| Актор               | Роль                |
| ------------------- | ------------------- |
| Ольга Остроумова    | Василиса            |
| Михайло Кононов     | Василь Вологжин     |
| Геннадій Фролов     | Саня                |
| Наталія Бондарчук   | Олександра          |
| Мая Булгакова       | Авдотья             |
| Тетяна Догілева     | Настя               |
| Андрій Ростоцький   | Петро (дорослий)    |
| Олексій Астахов     | Петро (в дитинстві) |
| Поліна Кутєпова     | дочка Вологжиних    |
| Ксенія Кутєпова     | дочка Вологжиних    |
| Микола Волков       | сусід               |
| Наталія Дикарьова   | Танюха              |
| Олександра Денисова | бабка на печі       |
| Олена Мельникова    | подруга Василиси    |
| Дмитро Орловський   | сусід               |
| Георгій Бурков      | текст від автора    |

## Знімальна група
- Режисер-постановник: Ірина Поплавська
- Автори сценарію: Василь Соловйов, Ірина Поплавська
- Оператори-постановники: Кидиржан Кидиралієв, Борис Сутоцький
- Художник-постановник: Анатолій Кузнецов
- Композитор: Олексій Муравльов